# Gallaeker

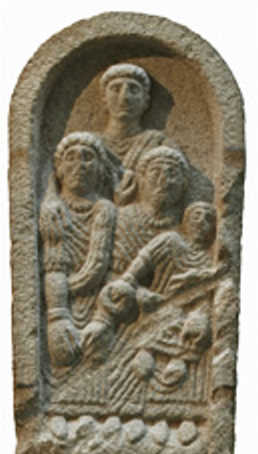
Zeugnis der Romanisierung: lateinisch beschrifteter Gedenkstein für Galläker

Die Gallaeker oder Galläker (Kallaiker, von altgriechisch Καλλαικοί Kallaikoí, lateinisch Gallaici oder Gallaeci) waren eine keltisch beeinflusste Volksgruppe, die im Altertum im Nordwesten der Iberischen Halbinsel siedelte. Ihr Siedlungsraum wurde von den Römern Gallaecia benannt, was im Namen der heutigen Region Galicien fortlebt.

## Sprache, Bezeichnung
Die Gallaeker waren vermutlich wenigstens zum Teil keltischsprachig und sind wahrscheinlich aus der Keltisierung indogermanischer Vorgängerkulturen hervorgegangen. Möglicherweise beschränkte sich der keltische Einfluss auf eine relativ dünne Militäraristokratie. Die Gallaeker sind nicht zu den Keltiberern im Sinne der weiter östlich angesiedelten keltisch-iberischen Kontaktkultur zu rechnen. Ebenso wie die eng mit ihnen verbundenen Lusitaner zeigte ihre Sprache einen mehr oder minder starken keltischen Einschlag; jedoch gibt es nur wenige Sprachzeugnisse, die zudem aus Zeiten lange vor der Romanisierung stammen.
Der in altgriechischer Form als Kallaikoí überlieferte keltische Stammesname war vermutlich von einem urkeltischen Wort *kalla- ‚Höhe, Berg‘ abgeleitet; demnach hieße *kallaiko- ‚Bewohner einer Höhe, Bergbewohner‘. Diese Etymologie wird auch durch Strabon (Gēographiká, III,3,2) nahegelegt, der „die Gallaeker, die hauptsächlich in der Gebirgsgegend leben“ erwähnt.

## Siedlungsgebiet
Das Wohngebiet der Gallaeker, seit Diokletian Gallaecia genannt, erstreckte sich im Nordwesten der Halbinsel auf das heutige Galicien, den Norden Portugals bis zum Douro, den Westen Asturiens und das westliche León. Dies entspricht der Ausdehnung der eisenzeitlichen Castrokultur, die allerdings in Galicien selbst kaum Zeugnisse hinterließ. Denkbar ist deswegen, dass die Gallaeker ausgerechnet das heutige Galicien nicht bewohnten. Eine Verbindung zwischen dem nordportugiesischen Raum und dem heutigen Galicien bilden dagegen die eigentümlichen (wohl keltisch geprägten) lusitanisch-galläkischen  Kriegerfiguren aus vorrömischer Zeit und möglicherweise auch der Wildschweinkult, der jedenfalls die heute portugiesischen Gebiete der Gallaecia mit den weiter südlich gelegenen keltischen Einflusszonen verknüpft.
Die Römer teilten das Gebiet in zwei Verwaltungseinheiten, im Norden conventus Lucensis mit der Hauptstadt Lucus Augustus und im Süden conventus Bracarensis mit der Hauptstadt Bracara Augusta (heute Braga). Insgesamt gab es 105 Städte in der Region, darunter Citânia de Briteiros (bei Guimarães), Citânia de Sanfins (bei Paços de Ferreira) und die Cidade de Monte Mozinho (bei Penafiel). Bei den antiken Autoren wird die Einwohnerzahl der Bracarensis mit 285.000 genannt, die Lucensis wird mit 16.000 erwähnt, wobei hier nur die „Freien“ (Männer) gezählt wurden. Mit Frauen und Kindern sollen die Lucenser nach derselben Quelle 166.000 Personen gezählt haben.

## Geschichte
Um 139 v. Chr., in der Zeit von Quintus Servilius Caepio, kamen die Römer erstmals mit den Gallaekern in Kontakt; der Prokonsul Decimus Iunius Brutus Callaicus kämpfte von 138 bis 136 v. Chr. gegen den Stamm, den er allerdings nicht völlig unterwerfen konnte. Weitere Feldzüge fanden von 96 bis 94 v. Chr. durch Publius Licinius Crassus und von 61 bis 60 v. Chr. durch den damaligen Propraetor und Statthalter der Provinz Hispanien, Gaius Iulius Caesar, statt. Eine Romanisierung wurde eingeleitet, aber nie vollständig vorgenommen, da die Römer vor allem an den Wegen zu den gallaecischen Erzlagerstätten und am reibungslosen Abtransport interessiert waren. Vor allem die wegen ihrer Kriegstüchtigkeit gefürchteten lucensischen Gallaeker, die im unwirtlichen Bergland Galiciens wohnten, blieben weniger romanisiert als ihre bracarensischen Stammesgenossen. 
Die Gallaeker waren ein in zahlreiche populi aufgesplitterter Stammes- oder Völkerverbund, wobei jeder populus rund zehn- bis zwölftausend Personen zählen konnte. Von den Gallaekern wurde gesagt, dass sie keinen eigenen Gott hätten. Strabon (Geographika 3, 4, 16) erwähnt daneben allerdings auch einen „namenlosen Gott“, dem die Keltiberer opfern und für ihn bei Vollmond Kulttänze aufführen. Außerdem sind verschiedene Naturgottheiten sowie die Matres Gallaicae (Inschrift aus Clunia, dem heutigen Peñalba de Castro in Huerta de Rey) bekannt. In der Römerzeit gab es auch einige galaico-römische Gottheiten, wie den Iuppiter Candamius. Auch der ägyptische Serapis und der iranische Mithras wurden verehrt.
Anführer der durch Verwandtschaft verbundenen autarken Siedlungsgruppen war ein Kriegshäuptling, der von einem Ältestenrat unterstützt wurde. Die Krieger besaßen eine bedeutende Stellung im Stamm. Die Frauen spielten für den Zusammenhalt der Familien und Clans eine wichtige Rolle, es dürfte vorwiegend matrilineare Erbfolge gegeben haben. Die Wirtschaft war auf Ackerbau, Viehhaltung und Fischfang aufgebaut. Der Bergbau in den Erzminen und eine berühmte Goldschmiedekunst waren ebenfalls wichtige Erwerbszweige; die Ausbeutung von Zinn-, Wolfram- und Goldvorkommen und die Verarbeitung von Goldschmuck sind archäologisch auch für die vorrömische Zeit gesichert. Spezifisch für die Gallaecia ist auch eine eisenzeitliche stempelverzierte Keramik, die sonst nur in eng umschriebenen Fundgebieten Europas (Zentralspanien, frühe Latènekultur, Bretagne) auftaucht.